# Itapetininga
Itapetininga é um município brasileiro do estado de São Paulo, na Região Sudeste do país. Pertence à Região Metropolitana de Sorocaba e sua população conforme o censo do IBGE 2022, é de 157 790 habitantes. Localiza-se a uma latitude 23º35'30" sul e a uma longitude 48º03'11" oeste, estando a uma altitude de 670 metros. O município é formado pela sede e pelos distritos de Conceição, Gramadinho, Morro do Alto, Rechan, Tupy e Varginha.

## Toponímia
O vocábulo Itapetininga tem sua origem na língua tupi antiga. Os estudos filológicos referentes ao nome dado a Itapetininga concluem que ele pode ter três significados diferentes:
- Itáapé-tininga = caminho das pedras secas ou caminho seco das pedras;
- Itape-tininga = pedra chata, laje ou lajeado seco;
- Itá-pe-tininga = na pedra seca.

A tradução mais correta, porém, na opinião dos filologistas que pesquisaram o vocábulo, é "laje seca ou enxuta", sendo Itapetininga uma contração de itapeba (pedra chata, rasa ou plana) e tininga (seco, seca ou enxuta).

## História

### Primeiros povoamentos na região de Itapetininga
Ao longo de muitos séculos, o atual estado de São Paulo abrigou uma grande diversidade de culturas indígenas, provenientes de várias regiões das chamadas terras baixas da América do Sul. Os mais antigos indícios da presença humana no território paulista datam de cerca de 11 mil anos atrás, um processo de ocupação em parte facilitado pela geografia local, marcada por rios extensos, como o Paranapanema e Tietê. Esses primeiros grupos viviam da caça e pesca, assim como coleta de diversos vegetais, se deslocando regularmente pelo território em função da presença e ausência desses recursos. A partir de rochas como o quartzo, sílex e calcedônia, produziam diversas ferramentas, como machados, raspadores, percutores e pontas-de-flecha, sendo também comum a utilização de artefatos feitos em madeira ou ossos de animais.
Embora não sejam precisas as informações em termos do período de ocupação, no sítio arqueológico Itapetininga 1 foram identificadas diversas ferramentas e lascas de pedra. Localizado em campo aberto, esse sítio arqueológico é uma das poucas evidências materiais do período pré-colonial encontradas em Itapetininga até o presente momento.
Os primeiros grupos indígenas produtores de cerâmica teriam começado a habitar a região do Alto Paranapanema entre 1.870 e 2.000 anos antes do Presente. Ao contrário das populações anteriores, estes grupos ceramistas praticavam a agricultura, o que muito provavelmente auxiliou na formação de aldeias maiores. Os sítios arqueológicos mais antigos com vasilhames cerâmicos são associados à Tradição Tupiguarani – conjunto de técnicas produtivas e decorativas originadas na Amazônia a cerca de 2.500 anos atrás –, embora outras tradições tecnológicas também já foram identificadas no Alto Paranapanema. É o caso da tradição ceramista denominada Itararé-Taquara, frequentemente associadas por pesquisadores aos povos Jê.
Ainda de acordo com essas pesquisas, a bacia do rio Paranapanema possivelmente marcava o limite norte da ocupação dos povos Guarani, presentes em grande número no interior do Paraná até os primeiros séculos da colonização europeia. Entre os rios Paranapanema e Tietê também há diversos relatos da presença de povos Kaingang (também chamados Guaianases durante o período colonial), falantes de um idioma relacionado ao tronco linguístico Macro-Jê, embora não exista consenso a respeito do período temporal em que se estabeleceram nessa região. Alguns pesquisadores afirmam que a chegada dos Kaingang é relativamente recente, ocorrendo entre os séculos XVI e XVII, ocupando o território anteriormente pertencente a grupos Tupi e Kayapó, provavelmente expulsos ou escravizados pelas expedições bandeirantes que atravessam a região na época. Por outro lado, algumas evidências apontam para uma presença Kaingang bem mais antiga na região, anterior até mesmo à chegada dos Tupi no vale do Paranapanema.
De todo modo, grupos Kaingang continuaram habitando o território do Alto Vale do Paranapanema até meados do século XIX, fato registrado pelo viajante francês Auguste de Saint-Hilaire. Os conflitos entre os moradores de vilas como Itapeva e os Kaingang também perduraram por boa parte dos Oitocentos, sendo formadas várias patrulhas armadas para expulsar, aprisionar ou mesmo exterminar as aldeias indígenas que ainda existiam na região do Alto Paranapanema. A presença dos Guaianases (Kaingang) nessa parte do vale do rio Paranapanema também foi confirmada pelo etnólogo Curt Nimuendajú em seu célebre “Mapa Etno-Histórico do Brasil e regiões adjacentes”, fruto da extensa pesquisa desenvolvida pelo pesquisador teuto-brasileiro no início do século XX.

### Colonização e tropeirismo: as origens da vila de Itapetininga
A expansão portuguesa sobre a região da nascente do rio Paranapanema se deu de forma bastante gradual, já que os primeiros núcleos de povoamento acima da Serra do Mar mantiveram-se relativamente próximos à vila de São Paulo de Piratininga por todo o século XVI. Sabe-se, contudo, que expedições bandeirantes já atravessavam com frequência a região ao menos desde meados do século XVII, tornando-se conhecida a expedição capitaneada por Domingos e Antônio Rodrigues da Cunha.
Embora o objetivo principal dessas expedições fosse a captura de indígenas para uso enquanto mão-de-obra-escrava nas fazendas do litoral e planalto paulista, o valor estratégico da região do Alto Paranapanema foi logo percebido pelos colonos. Essa expansão ficou marcada pela fundação do povoado de Sorocaba por volta da metade do século XVII, bem como pela consolidação do caminho que ligava a Capitania de São Paulo e o atual sul brasileiro, processo que ocorreu durante a década de 1690. Posteriormente, a descoberta de ouro de aluvião nas margens do Paranapanema e afluentes também contribuiu para o estabelecimento de ainda mais colonos na área, assim como a fundação de outros povoamentos.
Foi o fluxo intenso de viajantes e tropeiros pela região que serviu como motivação principal para a fixação de ranchos e pousios, entretanto. O comércio de muares fez da vila de Sorocaba uma localidade economicamente importante para toda a América Portuguesa, atraindo tropas de capitanias distantes, como Minas Gerais e Goiás. Por distar apenas 12 léguas de Sorocaba, já em 1724 teria surgido o primeiro núcleo de tropeiros na região de Itapetininga, aproveitando a disponibilidade de pasto e terra fértil local às margens. A fundação de ranchos e pousos para tropeiros e viajantes em geral prosseguiu nas décadas seguintes, já que era grande o fluxo de pessoas e mercadorias. Um dos poucos remanescentes materiais dos antigos caminhos de tropeiros do período colonial, o sítio arqueológico Itapetininga 2 foi identificado em 2001, durante as obras de duplicação da rodovia Cornélio Pires (SP-127). Trata-se de uma antiga ponte de madeira, provavelmente parte de  um dos ramais do antigo caminho dos tropeiros.
Em 1766, um grupo de colonos portugueses, liderados por Domingos José Vieira, abandonaram esse primeiro núcleo de povoamento (atual bairro do Porto) em favor de outro, localizado em área mais alta e circundado por dois ribeirões. Nessa localidade – que hoje corresponde ao centro histórico de Itapetininga – foi fundada uma capela em homenagem à Nossa Senhora dos Prazeres, posteriormente substituída pela atual catedral. Um dos pioneiros liderados por Domingos foi Manuel José Braga, responsável por solicitar formalmente à vila de Sorocaba a construção de uma capela.
Contudo, o núcleo original de povoamento, localizado nas margens do rio Itapetininga e do ramal principal do chamado Caminho de Coritiba, não havia sido completamente abandonado. Oriundo do Paraná, Paschoal Leite de Moraes e sua família logo se estabeleceram nessa localidade. Sendo o núcleo de povoamento pioneiro, nele ainda funcionava um “registro de passagem de animais” para cobrança de impostos das tropas vindas das capitanias do sul, verba que posteriormente era dividida com a Coroa. Essa cobrança de passagem teria durado até 1892, apesar das diversas mudanças administrativas ocorridas até então. O Casarão do Registro Velho, edificação construída no século XIX, provavelmente serviu como sede para a cobrança de passagem.

Com a existência de dois povoados relativamente próximos, ocorreu uma disputa sobre qual dos dois seria elevado à condição de vila. Esse impasse só seria resolvido em 1770, quando Simão Barbosa Franco foi nomeado administrador local, cabendo a ele escolher qual seria o núcleo principal de povoamento. Simão optou por favorecer o núcleo mais novo, fundado por Domingos José Vieira, sendo este considerado a sede da vila de Nossa Senhora dos Prazeres de Itapetininga, agora desmembrado do antigo termo de Sorocaba. De acordo com algumas fontes históricas, a escolha teria sido favorecida por uma mula ruana marchadeira, oferecida como presente por Domingos ao administrador.

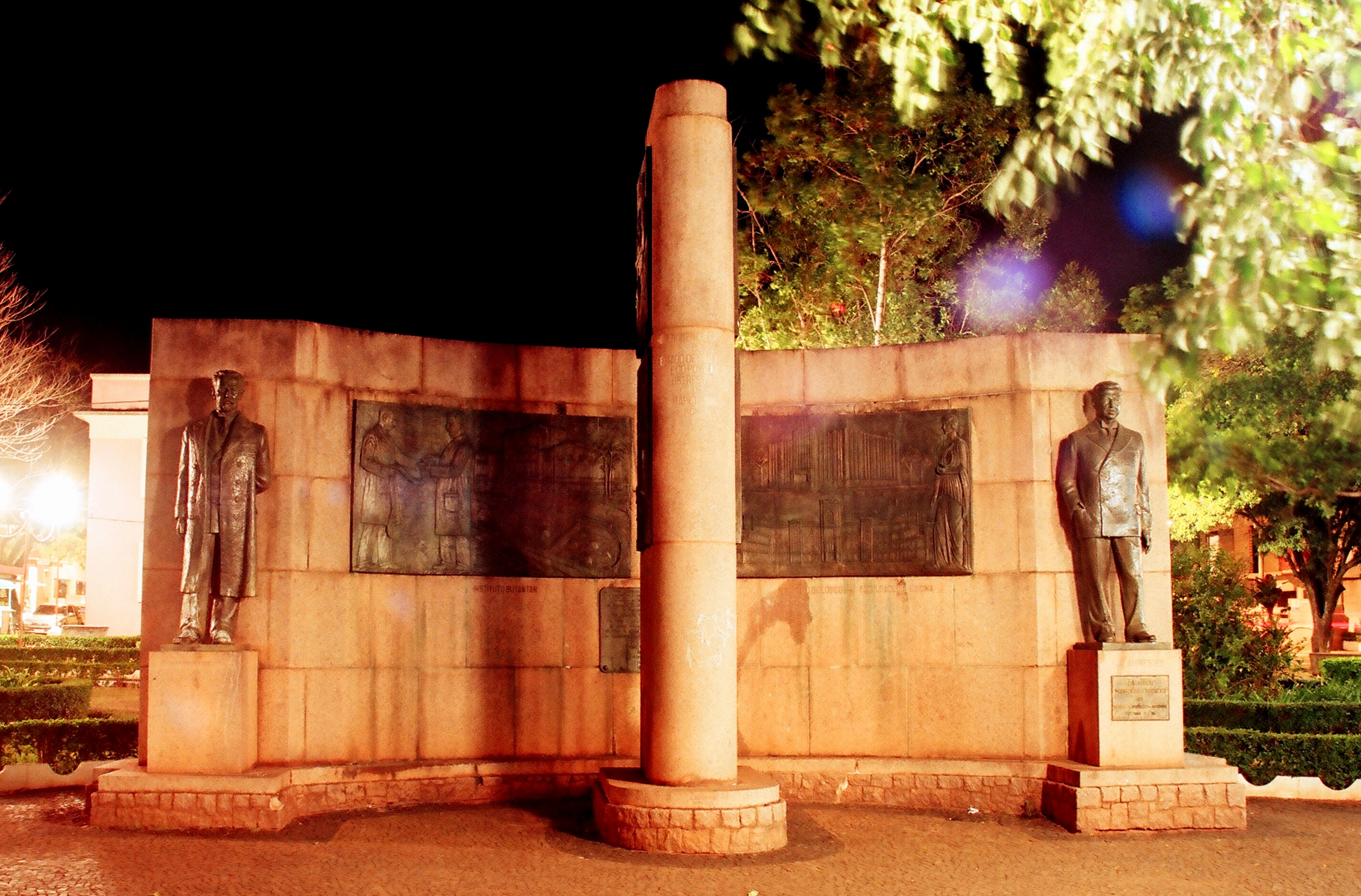
Monumento ao Tropeiro na praça do Fórum Velho

Em 5 de novembro de 1770, foi levantado o pelourinho (símbolo da autoridade da Coroa de Portugal) e realizada uma missa pelo vigário da nova diocese, padre Inácio de Araújo Ferreira, data convencionalmente entendida como de fundação oficial da nova vila. Por conseguinte, a existência de uma capela em honra à Nossa Senhora dos Prazeres fez com que esta fosse considerada a santa padroeira de Itapetininga desde então. A administração local da nova vila continuou sendo exercida por Simão Barbosa Franco, primeiro capitão-mor de Itapetininga, sendo posteriormente substituído por Domingos José Vieira. O terceiro capitão-mor foi Salvador de Oliveira Leme (também conhecido como Sarutayá), ituano de origem. Em termos gerais, a vila de Itapetininga manteve-se relativamente próspera entre fins do século XVIII e início do século XIX, uma vez que o comércio tropeiro seguia fundamental para a administração colonial e, posteriormente, imperial.
Provavelmente construída no início do século XIX, a Sede da Fazenda Tenente Carrito é uma das poucas edificações ainda remanescentes desse período da história itapetininguense. Construída em taipa-de-pilão e taipa-de-mão por ordem de Carlos de Oliveira de Mello Franco, fazendeiro de grande poder político na região, a sede da fazenda foi tombada pelo CONDEPHAAT como patrimônio histórico do estado de São Paulo em 1987. Algumas décadas mais tarde, outra construção foi edificada a partir da técnica de taipa-de-pilão em Itapetininga: a Igreja Nossa Senhora do Rosário. Iniciada por volta de 1840 e inaugurada em 1873, trata-se do templo religioso mais antigo de Itapetininga. Como outras igrejas dedicadas à Nossa Senhora do Rosário no Brasil, foi construída por negros escravizados durante seus dias de descanso, já que eram quase sempre proibidos de frequentar as igrejas já existentes nas cidades.
Apesar da consolidação do domínio luso-brasileiro sobre o Alto Paranapanema, esta ainda era habitada por grupos indígenas – especialmente Kaingangs. Além disso, por volta da década de 1830, ocorreram três momentos de migração Guarani para o Alto Paranapanema, sendo que duas delas atravessaram o território da vila de Itapetininga. De caráter messiânico, essas migrações tinham por objetivo alcançar a Terra sem Males, um local mítico onde não haveria fome, guerras ou doenças. Embora tenham permanecido por pouco tempo na região de Itapetininga, há relatos históricos que indicam uma aliança entre os Guarani e moradores de vilas vizinhas, sendo feita guerra conjunta contra os Guaianases (Kaingang). Chamados de “botocudos” nos documentos oficiais da época por causa de seus tembetás, os Guarani interagiam de forma relativamente mais amistosa com os habitantes das vilas locais o que, por outro lado, facilitou sua catequização e aldeamento nas décadas subsequentes.
Em 17 de julho de 1852, a vila de Itapetininga foi elevada à categoria de cidade, data em que foi promulgada a Lei Provincial n° 11. Essa lei concedia autonomia judiciária, criando a comarca de Itapetininga, a qual abarcava os atuais municípios de Sarapuí, Alambari, São Miguel Arcanjo, Angatuba, Guareí, entre outros. Por questões administrativas, porém, a vila só se tornou um município de fato em 13 de março de 1855 – quase três anos após a promulgação da lei.
Assim como outras partes da Província de São Paulo nas décadas seguintes à Independência, a economia de Itapetininga foi bastante influenciada pela ascensão do café e – em menor medida – algodão. Embora esses cultivos tenham se estabelecido em muitas das fazendas locais – todas baseadas no trabalho escravizado negro –, gerando grandes lucros para os fazendeiros de Itapetininga, a economia regional seguiu girando em torno da venda de animais. Até a construção das ferrovias, as sacas de café só poderiam ser transportadas para os portos em lombos e/ou carroças, o que manteve a economia do Alto Paranapanema ainda ligada ao comércio tropeiro.

### Século XX
Os caminhos centenários em direção ao sul, que passavam por Itapetininga e toda a região do Alto Paranapanema, continuaram estrategicamente importantes para o desenvolvimento paulista e brasileiro. Em 1888, visando agilizar essa comunicação com o sul do país a partir da instalação de uma ferrovia, teve início a construção do Ramal de Itararé, extensão da Linha Tronco da Estrada de Ferro Sorocabana. Contudo, somente em 1895 foram inauguradas as duas primeiras estações de Itapetininga: Morro do Alto e Itapetininga - esta última localizada na área urbana.

Essa última estação foi ponto final do Ramal até 1907, período em que a construção da linha e das estações ficou interrompida. Entre 1907 e 1926, outras seis estações foram construídas em diferentes pontos de Itapetininga: Rechan (antiga Herval), Juriti, Cezário, Engenheiro Mendonça, Peixoto Gomide e Parada Rocha. Com exceção da primeira, todas foram eventualmente demolidas após o encerramento das atividades da ferrovia, em 1978. Dessa forma, apesar da importância do município para a ligação ferroviária entre São Paulo e a Região Sul, poucos testemunhos materiais ainda restam desse período da história de Itapetininga.

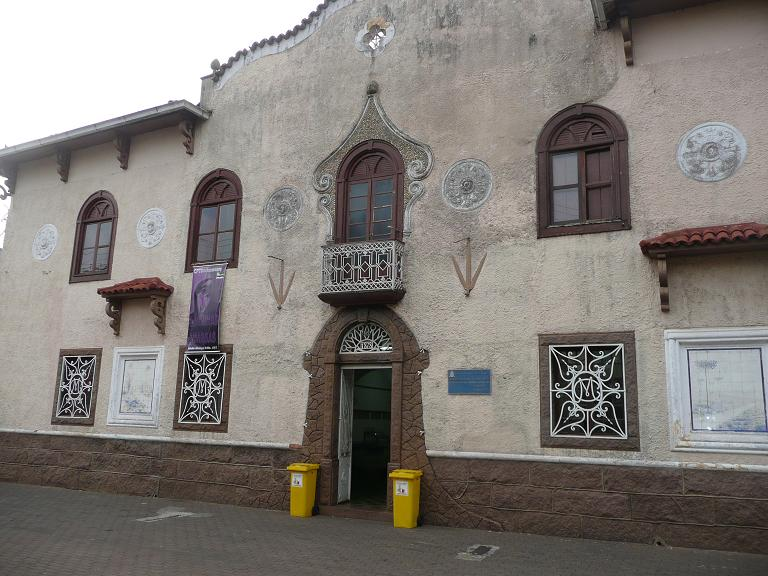
Museu Histórico, antiga Cadeia Pública e Prefeitura

De todo modo, a importância de Itapetininga enquanto entroncamento de uma das mais significativas vias de comunicação do país se mostrou em outro momento do século XX. Com a eclosão da Revolução Constitucionalista de 1932, Itapetininga serviu como sede do Quartel General do Exército Constitucionalista do Setor Sul, o qual ficou responsável por impedir o avanço das tropas federais que vinham do sul do Brasil. Diversas edificações tiveram que ser adaptadas, como a sede da 2ª Diretoria do Departamento de Estradas de Rodagem (DER), a qual serviu como alojamento e hospital de combatentes.
O quartel general, por sua vez, ficou sediado na Escola Estadual Peixoto Gomide. Construído pelo engenheiro e arquiteto Francisco de Paula Ramos de Azevedo, essa edificação faz parte de um complexo escolar mais amplo, composto pelas Escolas Estaduais Coronel Fernando Prestes e Adherbal de Paula Ferreira. Tombadas desde 2003 enquanto patrimônio histórico estadual pelo CONDEPHAAT, trata-se de um dos conjuntos arquitetônicos escolares mais importantes de todo o interior paulista.
Os anos subsequentes aos conflitos armados de 1932 foram de relativa estabilidade política e econômica em Itapetininga. Como outras localidades paulistas, desde fins do século XIX a cidade recebeu um contingente significativo de imigrantes de diversos países – como Espanha, Líbano e Itália – os quais inicialmente trabalharam enquanto mão-de-obra nas fazendas locais. Em um segundo momento, os imigrantes passaram se estabelecer na área urbana de Itapetininga, assim como nas sedes de distritos, frequentemente fundando comércios próprios. Ao mesmo tempo, Itapetininga manteve-se como um dos principais polos de produção agropecuária do estado de São Paulo, posto que mantém até os dias atuais.

## Geografia
Em área, é o 3º maior município do estado de São Paulo. Está localizado na bacia do Alto Paranapanema.

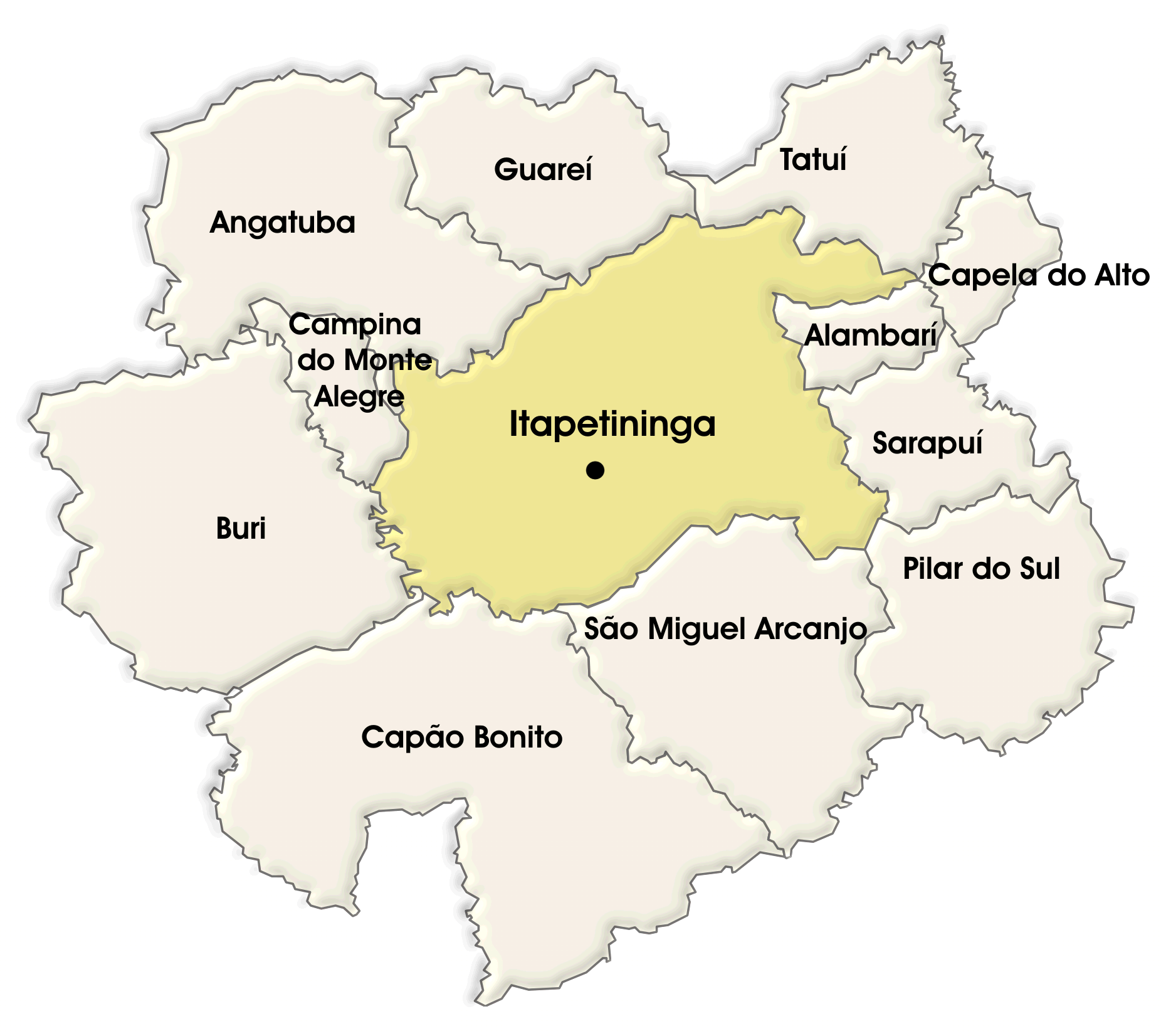
Itapetininga e municípios limítrofes

### Localização
Itapetininga está localizada na Região Metropolitana de Sorocaba a 171 km da cidade de São Paulo e 184 km da fronteira com o estado do Paraná.

### Regionalização
A cidade é sede da Região de Governo de Itapetininga, composta por mais doze municípios: Alambari, Angatuba, Boituva, Campina do Monte Alegre, Capela do Alto, Cerquilho, Cesário Lange, Guareí, Quadra, São Miguel Arcanjo, Sarapuí e Tatuí, que possuem, juntos, mais de 520 mil habitantes.

### Vegetação
Sua área urbana é cheia de parques e bosques que se misturam em meio às casas e apartamentos.
A vegetação é formada predominante por campos limpos e plantas típicas do Cerrado, com presença de Mata Atlântica e inexistência de serras.

### Topografia
Caracterizada por pequenas ondulações e extensas várzeas.
Solo: glacial (85%) e Corumbataí (15%). Predominam os latossolos vermelhos escuros distróficos, os latossolos amarelos, os solos hidromórficos e os solos litólicos.

### Clima
Subtropical, úmido, sujeito a ventos sul e sudoeste, com temperatura média anual de 19,0 °C e geadas fracas. Porém, ocasionalmente, quando da incursão de massas polares fortes, a cidade pode registrar temperaturas negativas e geadas fortes e generalizadas, como ocorreu em 13 de junho de 2016, quando a temperatura baixou a -3,1 °C, segundo a estação medidora do CIIAGRO (Centro Integrado de Informações Agrometeorológicas) instalada na cidade. O acontecimento foi inclusive noticiado por reportagem da TV TEM Itapetininga. No verão a temperatura varia entre 20 °C a 34 °C, porém com influências climáticas, como massas de ar quente e úmida a temperatura pode alcançar a marca dos 40 °C.

### Hidrografia
Itapetininga está localizada na bacia do Alto Paranapanema. Além disso, está sobre o Aquífero Guarani, maior reserva subterrânea de água potável do planeta.
O principal rio do município é o Rio Itapetininga, que nasce nas proximidades de Araçoiaba da Serra, corre na direção leste-oeste e é afluente do Rio Paranapanema, percorrendo 78,5 quilômetros dentro do município.
Existem outros rios que merecem destaque, sendo eles: Rio Turvo, Rio Tatuí e Rio Sarapuí. Outros como o Rio Capivari, Rio Alambari, Rio Agudo, além de Ribeirão dos Macacos, Ribeirão do Pinhal, Ribeirão Grande e Ribeirão da Estiva, também cruzam diversos pontos do território municipal.

## Demografia

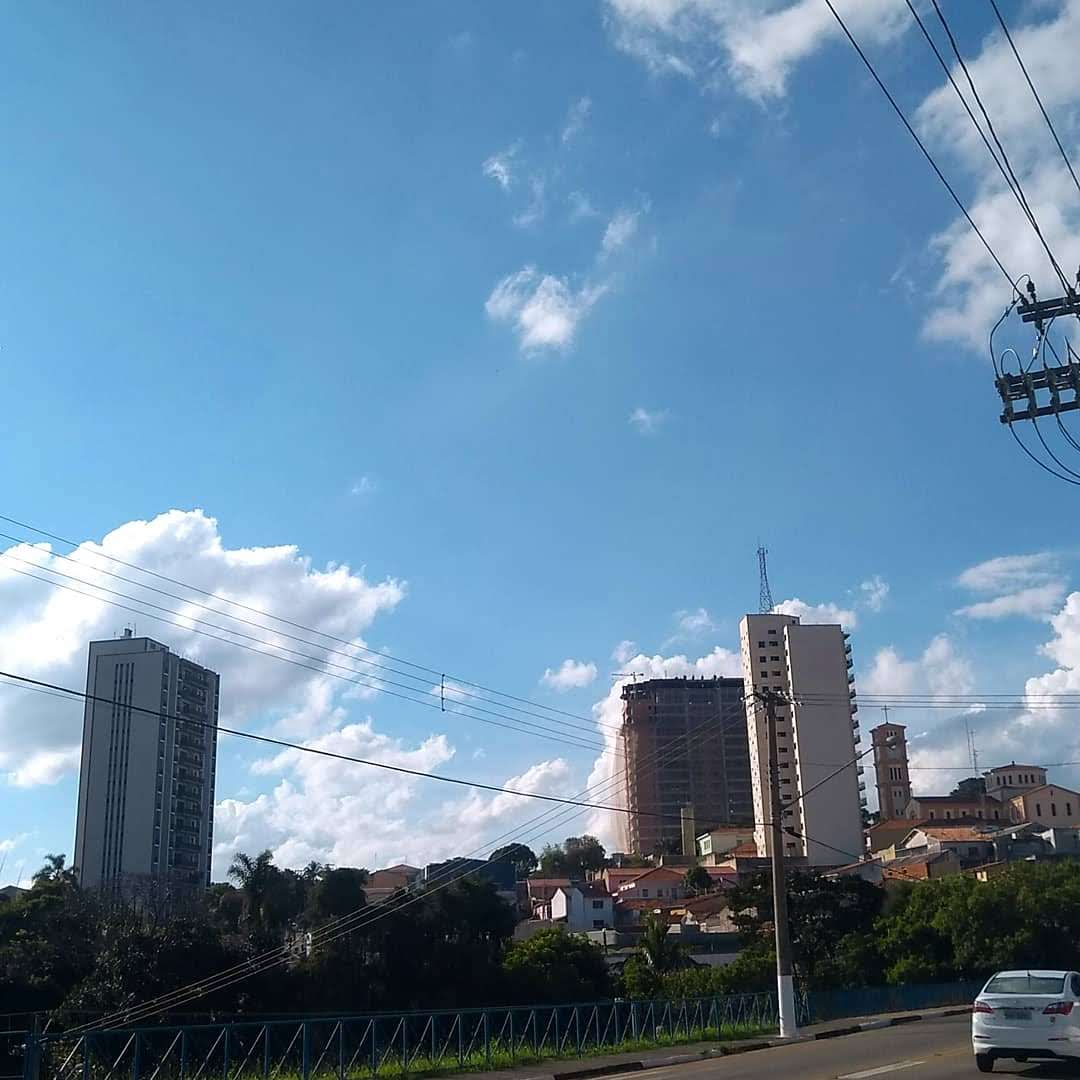
Vista da cidade.

### População
| Crescimento populacional                             | Crescimento populacional | Crescimento populacional | Crescimento populacional |
| Ano                                                  | População Total          |                          | %±                       |
| ---------------------------------------------------- | ------------------------ | ------------------------ | ------------------------ |
| 1872                                                 | 21 426                   |                          |                          |
| 1890                                                 | 11 278                   |                          | −47,4%                   |
| 1900                                                 | 13 278                   |                          | 17,7%                    |
| 1910                                                 | 20 169                   |                          | 51,9%                    |
| 1920                                                 | 25 987                   |                          | 28,8%                    |
| 1925                                                 | 30 471                   |                          | 17,3%                    |
| 1934                                                 | 33 327                   |                          | 9,4%                     |
| 1937                                                 | 35 629                   |                          | 6,9%                     |
| 1940                                                 | 34 437                   |                          | −3,3%                    |
| 1946                                                 | 39 321                   |                          | 14,2%                    |
| 1950                                                 | 38 181                   |                          | −2,9%                    |
| 1958                                                 | 44 209                   |                          | 15,8%                    |
| 1960                                                 | 47 800                   |                          | 8,1%                     |
| 1970                                                 | 63 606                   |                          | 33,1%                    |
| 1980                                                 | 84 381                   |                          | 32,7%                    |
| 1991                                                 | 105 132                  |                          | 24,6%                    |
| 2000                                                 | 125 559                  |                          | 19,4%                    |
| 2010                                                 | 144 377                  |                          | 15,0%                    |
| 2022                                                 | 157 790                  |                          | 9,3%                     |
| Est. 2024                                            | 163 774                  | [ 51 ]                   | 3,8%                     |
| Fontes: Censos Demográficos IBGE e Estimativas SEADE |                          |                          |                          |

### Dados demográficos
População total: 144 377
- Urbana: 131 050
- Rural: 13 327
  - Homens: 72 167
  - Mulheres: 72 210
- Densidade demográfica (hab/km²): 80,41
- Mortalidade infantil até 1 ano (por mil): 12,0
- Expectativa de vida (anos): 76,86
- Taxa de fecundidade (filhos por mulher): 1,70
- Taxa de alfabetização: 93,11%
- Índice de Desenvolvimento Humano (IDH-M): 0,763
  - IDH-M Renda: 0,728
  - IDH-M Longevidade: 0,864
  - IDH-M Educação: 0,705

### Etnias
| Cor/Raça | Porcentagem |
| -------- | ----------- |
| Branca   | 77,55%      |
| Parda    | 18,49%      |
| Negra    | 2,64%       |
| Amarela  | 1,21%       |
| Indígena | 0,16%       |

## Política e administração
- Prefeito: Jeferson Brun (Republicanos) – (2025/2028)
- Vice–Prefeito: Nêta Bueno (Republicanos) – (2025/2028)
- Presidente da Câmara Municipal: Bispo André Bueno (Republicanos) – (2025–2026)[56]

## Economia
A área que mais emprega em Itapetininga é o comércio a cidade conta com grandes redes de lojas de departamentos e hipermercados como Extra Hipermercados, Lojas Americanas, Marisa, Lojas Cem entre outras. Além disso a cidade conta com um shopping center  que gera emprego a centenas de pessoas além de atrair visitantes de vários outros municípios
Também possui uma economia fortemente voltada à agricultura, possuindo o maior produto interno bruto agrícola do estado de São Paulo. Porém, Itapetininga conta com algumas indústrias de expressão nacional e de grande porte, como 3M, Baterias Moura, Duratex, All Quality e Castrolanda. É considerada um grande polo moveleiro e têxtil do Sudoeste Paulista, tendo destaque, nestes segmentos, as indústrias Nisshinbo do Brasil e MGA.

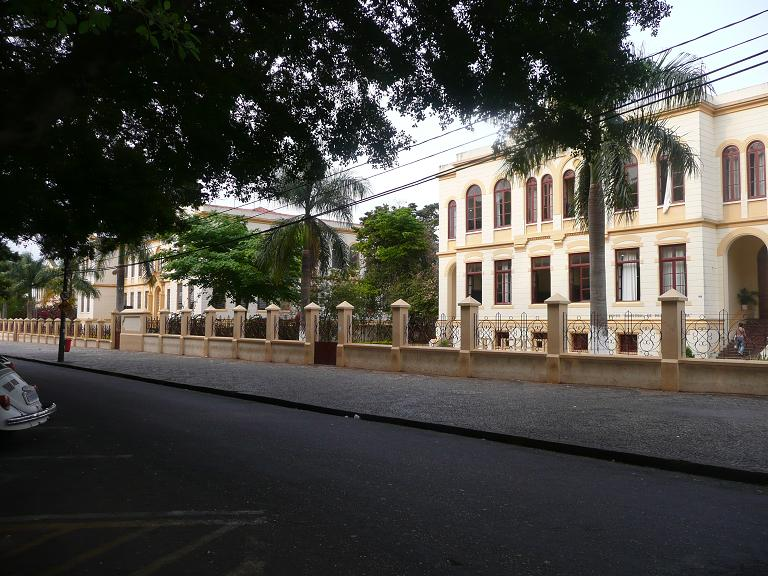
E.E. Dr. Adherbal de Paula Ferreira

A agropecuária é de grande importância no Sudoeste Paulista. Os principais produtos cultivados são: grama, batata, hortifrutícolas e cana-de-açúcar para a fabricação de álcool. A produção de lenha e madeira em tora de florestas cultivadas (silvicultura) e a resinagem de espécies florestais do gênero Pinus também se mostram importantes atividades no município, tendo, como destaque, a empresa Resinas Brasil.
Dentre as várias feiras espalhadas pela cidade ao longo da semana, há uma feira itinerante que funciona aos domingos na praça da Escola Peixoto Gomide, na Avenida Peixoto Gomide, com verduras, hortaliças, galinhas, queijos, pastéis, doces, mel e outros produtos locais sempre bastante frescos, de qualidade e boa procedência.
É o 2º maior município da região sul do estado de São Paulo, atrás apenas de Sorocaba, sendo considerado um grande centro urbano para moradores de toda a região.
A cidade está em constante verticalização com edifícios surgindo a todo momento. Em 2017 foi considerado o município com maior número de condomínios residenciais aprovados a venda na região, perdendo apenas para o município de Sorocaba. Como é o terceiro maior do estado em extensão territorial, tem muito espaço para se ampliar horizontal e verticalmente.
A cidade é a terra do bolinho de frango, comida típica da região. O salgado é vendido nas feiras, lanchonetes, bares e até mesmo por ambulantes.

## Infraestrutura

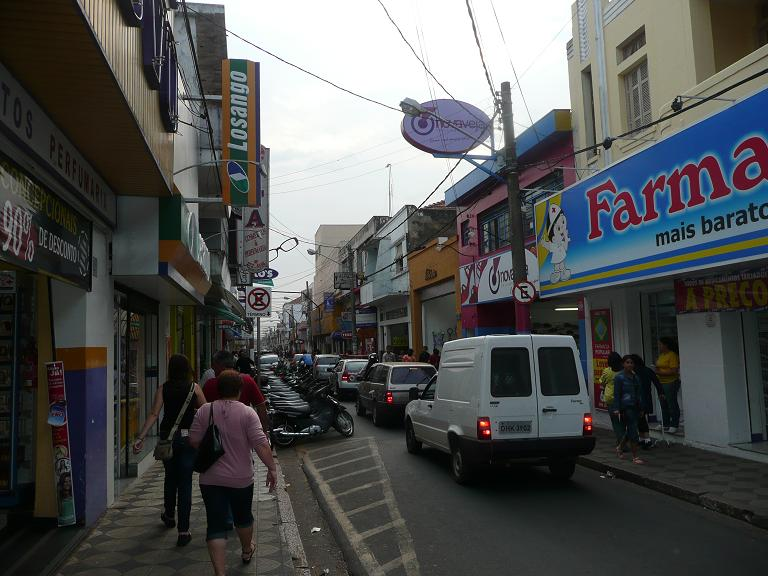
Rua Campos Salles.

### Educação

#### Ensino Superior e Pesquisa Científica

##### Privado
- Universidade Cruzeiro do Sul Virtual EAD - Polo Itapetininga, Vila Aparecida;
- Associação de Ensino de Itapetininga (AEI);
- Instituto Itapetiningano de Ensino Superior (IIES);
- Fundação Karnig Bazarian (FKB);
- Faculdade Sudoeste Paulista (FSP);
- Universidade Metropolitana de Santos (Polo Itapetininga);
- Centro Universitário Internacional (Polo Itapetininga);
- Universidade Norte do Paraná (UNOPAR Polo Itapetininga);
- Faculdade Anhanguera de Itapetininga (FAI).

##### Público
- USCS - Universidade Municipal de São Caetano do Sul (Campus Itapetininga);
- FATEC - Faculdade de Tecnologia do Estado de São Paulo (Campus Itapetininga);
- UAB - Universidade Aberta do Brasil, onde são ministrados cursos à distância da UFSCar e da UNB (Polo Itapetininga);
- IFSP - Instituto Federal de São Paulo (Campus Itapetininga).

- Agência Paulista de Tecnologia dos Agronegócios (APTA Regional de Itapetininga[57]).

#### Ensino Técnico

##### Privado
- SENAC (Polo Itapetininga).

##### Público
- ETEC Prof.º Edson Galvão (Campus Capão Alto);
- ETEC Darcy Pereira de Moraes (Campus Chapadinha);

### Transportes

#### Rodovias

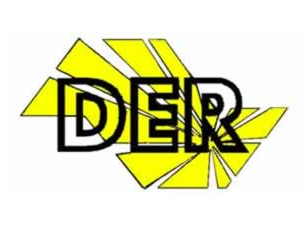
Itapetininga é sede da segunda divisão regional do Departamento de Estradas de Rodagem do estado de São Paulo.

O Grupo CCR administra a SP-127

A cidade de Itapetininga é sede do Departamento de Estradas e Rodagens, sendo a 2ª Divisão Regional. É responsável principalmente por gerir a Rodovia Raposo Tavares, do km 168,7 até o km 381,7. O trecho da SP-127 e da SP-270 (sentido Sorocaba) é administrado pela CCR/SPVias.
É sede também da 2ª Cia. da Polícia Rodoviária do Estado de São Paulo do 5º BPRv.
- SP-127 - Rodovia Antonio Romano Schincariol - Acesso Tatuí
- SP-127 - Rodovia Professor Francisco da Silva Pontes - Acesso Capão Bonito e São Miguel Arcanjo
- SP-129 - Rodovia Gladis Bernardes Minhoto - Acesso Tatuí
- SP-157 - Rodovia Aristedes da Costa Barros - Acesso Guareí
- SP-268 - (Sem denominação)
- SP-270 - Rodovia Raposo Tavares - Acesso - Sorocaba e Angatuba

#### Ferrovias
Desde 1895, Itapetininga é atravessada pelo Ramal de Itararé, originalmente construído pela Estrada de Ferro Sorocabana. O ramal liga a cidade aos municípios de Itapeva e Iperó, de onde se segue pela Linha Tronco até a cidade de Sorocaba e a capital paulista, São Paulo. O trecho final e original do ramal que seguia para a cidade de Itararé foi desativado e extinto na década de 90.
Itapetininga também era atendida por trens de passageiros de longa distância que realizavam a ligação da cidade com os municípios de Sorocaba e Apiaí, porém devido a privatização da malha ferroviária para o transporte de cargas, estes realizaram suas últimas paradas locais em março de 2001 e foram desativados.
- Ramal de Itararé da antiga Estrada de Ferro Sorocabana[58] (Acesso - Itapeva e Iperó)

### Saúde
Itapetininga conta com os seguintes centros de saúde;

#### Unidades de Saúde
- UBS - Genefredo Monteiro
- UBS - Jardim Mesquita
- Pronto Atendimento - Jardim Mesquita
- UBS - Rio Branco
- Pronto Atendimento - Rio Branco
- UBS - Nova Itapetininga
- UBS - Belo Horizonte
- UBS - Rechan
- PAS - Bela Vista
- USF - Vila Arruda
- USF - Taboãozinho
- USF - Chapadinha
- USF - Monte Santo
- USF - Jardim Fogaça
- USF - Vila Santana
- USF - Vila Mazzei
- USF - Tupy
- USF - Gramadinho
- USF - Varginha
- USF - Morro do Alto
- USF - Capão Alto

#### Unidades de Saúde Especializadas
- AME - Ambulatório Médico de Especialidades

#### Hospitais com UTI
- Hospital Dr. Léo Orsi Bernardes (público)
- Hospital Unimed Dr. José Silva Dantas Filho (particular)

### Comunicações

#### Telefonia
O sistema de telefones automáticos foi inaugurado na cidade pela Companhia Telefônica Brasileira (CTB) em 1970. Já o sistema de discagem direta à distância (DDD) foi implantado em 1975 pela Telecomunicações de São Paulo (TELESP) com o código de área (0152).
Na década de 90 o código DDD da cidade foi alterado para (015), para padronização do sistema telefônico com a telefonia celular que estava sendo implantada em todo o estado.

#### Emissoras de rádio
- Antena 1 FM 101,1
- Super Difusora FM 94,5
- Jovem Pan Fm 95,9
- Pop FM Itapetininga 107,7
- Gospel FM 101,5
- Clube AM 900

## Cultura e lazer

### Clubes de serviços e associações
- Rotary Club de Itapetininga: fundado em 16 de abril de 1952, tendo, como padrinho, o Rotary Club de São Roque, o qual está sob administração do Distrito 4621 do Rotary Internacional desde Mairinque até Ourinhos, passando pelos municípios de Sorocaba, Avaré e Itapeva. O mesmo mantém diversos projetos sociais. Diversas promoções ajudam inúmeras entidades do município, como a Associação de Pais e Amigos dos Excepcionais (APAE), Asilo São Vicente de Paula, e ajudaram a construir uma creche do Rotary, cuja manutenção é feita em parceria com a Prefeitura Municipal. Participaram vários anos da Campanha da Vacinação Pólio Plus, Oftalmológicas, das Drogas e AIDS. Desenvolveram projetos nas áreas de Saúde, Educação, Profissionalizantes e Ecológicas. O Rotary tem participação na curadoria da FKB (Fundação Karnig Bazarian) e na Curadoria da FEPAS (Formação de Ensino Profissionalizante).
- Lions Club (unidade Itapetininga)
- Grupo Escoteiro Ibiraci
- Academia Itapetiningana de Letras
- Instituto Histórico, Geográfico e Genealógico de Itapetininga (IHGGI)
- Associação dos Ex-Atiradores e Amigos do Tiro de Guerra de Itapetininga (AEATGI)
- Lojas Maçônicas sendo: A Loja Maçônica mais Antiga no Município denominada “ FIRMEZA” , criada em 18 de Dezembro de 1852, tendo importantes destaques no desenvolvimento político, cultural , humanitário e social de Itapetininga, com importantes e proeminentes cidadãos com membros. Também tem as Lojas , Itapetininga, Harmonia e Trabalho, União Paulista, Fidelidade, Athenas do Sul, Renascimento e Barão de Itapetininga. Oficialmente a Maçonaria está pujante e presente na Sociedade Itapetiningana com aproximadamente 400 maçons ativos nessas Lojas e vários outros não mais participativas enquanto associados, todavia com suas contribuições para Ordem no local onde estão inseridos.

### Festas tradicionais
- Festa de Nossa Senhora Aparecida (Bairro Pinheiro Alto)
- Festa de Nossa Senhora Aparecida (Horto Religioso)
- Festa de São Cosme E Damião (Bairro Biscoito Duro)
- ExpoAgro (Recinto Acácio de Moraes Terra)
- Festa da Costela De Chão (Bairro Gramadinho)
- Festa do Divino Espírito Santo ( Bairro Varginha)
- Festa da Santa Cruz (Bairro Varginha)
- Festival de Moda De Viola (Bairro Varginha)
- Festa do Pudim (Igreja do Evangelho Quadrangular)
- Marcha para Jesus
- Festa do Milho (Igreja do Evangelho Quadrangular)
- Cavalgadas
- Festa do Milho (Paróquia São Roque)
- Festival do Boteco (Centro)
- Festa do Divino (Catedral Nossa Senhora dos Prazeres)
- Festa da Cerejeira Kaikan (Bela Vista)

## Pessoas ilustres
- Paulistas de Itapetininga

## Religião
O Cristianismo se faz presente na cidade da seguinte forma:

### Igreja Católica
- A igreja é sede da Diocese de Itapetininga.[63]

### Igrejas Evangélicas
Entre as igrejas protestantes históricas, pentecostais e neopentecostais, encontram-se na cidade:
- Assembleia de Deus Ministério do Belém.[66][67]
- Congregação Cristã no Brasil.[68]